# Bosnië en Herzegovina op de Paralympische Winterspelen 2014
Bosnië en Herzegovina was een van de landen die deelnam aan de Paralympische Winterspelen 2014 in Sotsji, Rusland.

## Deelnemers en resultaten
(m) = mannen, (v) = vrouwen 

### Alpineskiën
| Paralympiër    | Onderdeel                | Resultaat | Prestatie      |
| -------------- | ------------------------ | --------- | -------------- |
| Senad Turkovic | Slalom, staand (m)       | DNF       | Niet gefinisht |
| Senad Turkovic | Reuzenslalom, staand (m) | DNF       | Niet gefinisht |
|                |                          |           |                |
| Ilma Kazazic   | Slalom, staand (v)       | DNS       | Niet gestart   |
| Ilma Kazazic   | Reuzenslalom, staand (v) | DNF       | Niet gefinisht |